# Cellstraff

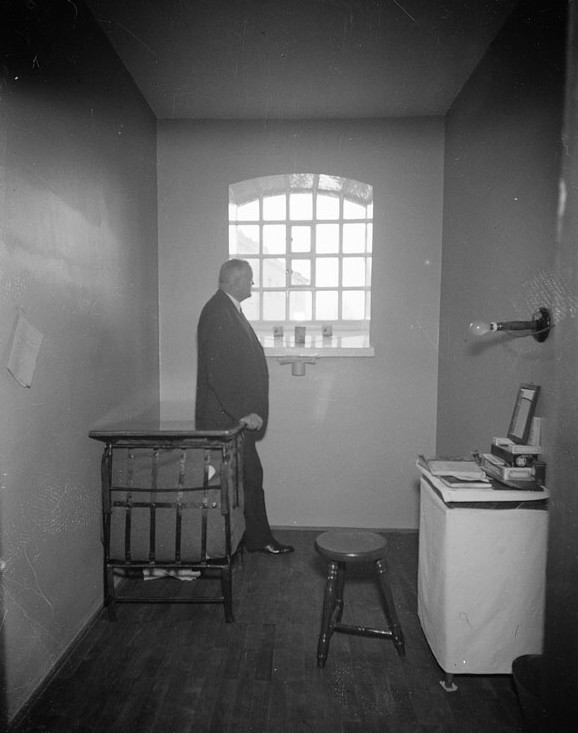
Inlåst i sin cell skulle brottslingen tänka över brotten.

Cellstraff tillämpades förr i fängelserna, under 1800-talet då cellfängelset slagit igenom i västvärlden och början av 1900-talet, och innebar att brottslingen under stora delar av strafftiden fick sitta inlåst i sin fängelsecell större delen av dagen.

## Philadelphiasystemet

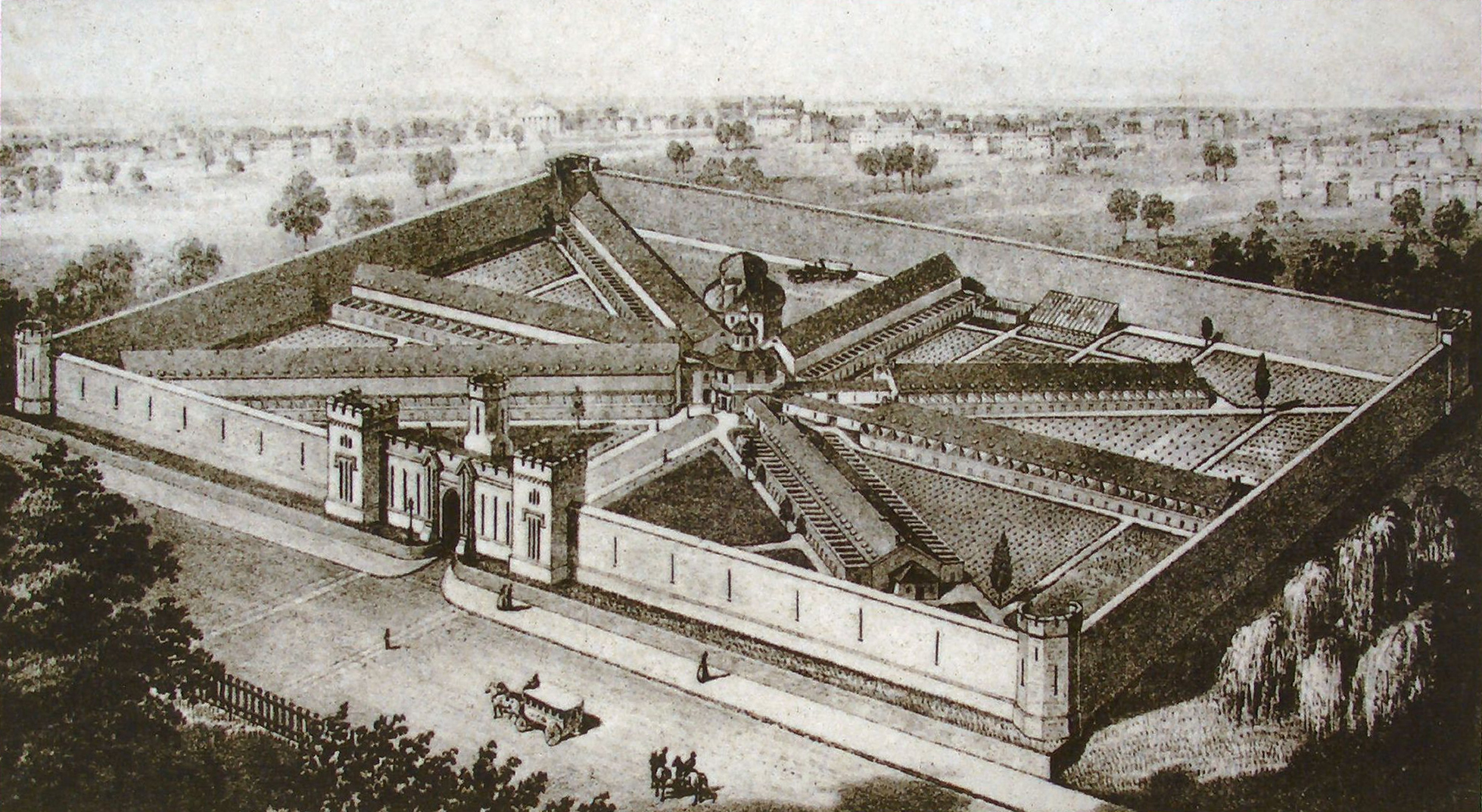
Eastern State Penitentiary

Philadelphiasystemet är en modell för verkställandet av fängelsestraff, som utvecklades runt år 1800. Fångarna isolerades under så kallat cellstraff. Första fängelse byggt efter systemet var Eastern State Penitentiary, som stod färdigt 1829. I Sverige kom det på 1840-talet efter riksdagsbeslut att företrädas i Carl Fredrik Hjelms typritningar för cellfängelser.

## Popkultur
Fängelset i Alfred Besters science fiction-roman The Stars My Destination använder systemet.